# John Egerton
John Francis Granville Scrope Egerton (14 novembre 1872 - 24 août 1944) est un pair et soldat britannique de la famille Egerton. Il est connu sous le nom de vicomte Brackley avant 1914, après quoi il prend le titre de 4e comte d'Ellesmere.

## Jeunesse
John Egertony est le fils aîné du 3e comte d'Ellesmere et de sa femme, Katherine Phipps.

## Carrière militaire
John Egerton est nommé capitaine du 3e bataillon à temps partiel (Edinburgh Light Infantry Militia), Royal Scots, le 10 mars 1894. Le bataillon est incorporé en décembre 1899, et en mars 1900 quitte Queenstown sur le SS Oriental pour l'Afrique du Sud afin de servir dans la seconde guerre des Boers . John Egerton et la majeure partie du bataillon quittent Le Cap pour le Royaume-Uni début mai 1902, peu avant la fin de la guerre . Après son retour, il est nommé aide de camp de William Knox, commandant de la Royal Artillery, pour le 3e corps d'armée. Son bataillon devient plus tard le 3rd (Reserve) Battalion, Royal Scots, dans la Réserve spéciale et il est promu à son commandement en tant que lieutenant-colonel le 11 novembre 1912. Il le commande au déclenchement de la Première Guerre mondiale et sert avec lui pendant la guerre, où il est mentionné dans les dépêches .

## Famille
Le 28 octobre 1905, il épouse Violet Lambton (la fille aînée de Frederick Lambton) et ils ont sept enfants :
- Anne Katherine Egerton (1908-1964), mariée à Geoffrey Babington
- Jane Mary Egerton (1909-1978), mariée à Richard Scrope
- Mary Egerton (née en 1911), épouse le lieutenant-colonel. Conyers Scrope
- Susan Alice Egerton (1913-2010), épouse le major. John Askew
- John Sutherland Egerton (1915-2000)
- Margaret Egerton (1918-2004), mariée à Jock Colville
- Alice Egerton (1923-1977)

John Egerton hérite des titres de son père en 1914. Il vend le siège de son père, St George's Hill House et son domaine de 964 acres, au maître d'œuvre WG Tarrant, qui créé ensuite le domaine emblématique de Surrey à St George's Hill. Le nouveau comte achète Hatchford End sur l'ancien domaine familial à Hatchford Park pour ses sœurs célibataires (Mabel Egerton, Alice Egerton et Leila Egerton). Lui et Violet Lambton déménagent à Burwood House à Surrey, devenu Notre Dame School .
À sa propre mort en 1944, il est remplacé par son fils unique, John.